# Transmutation

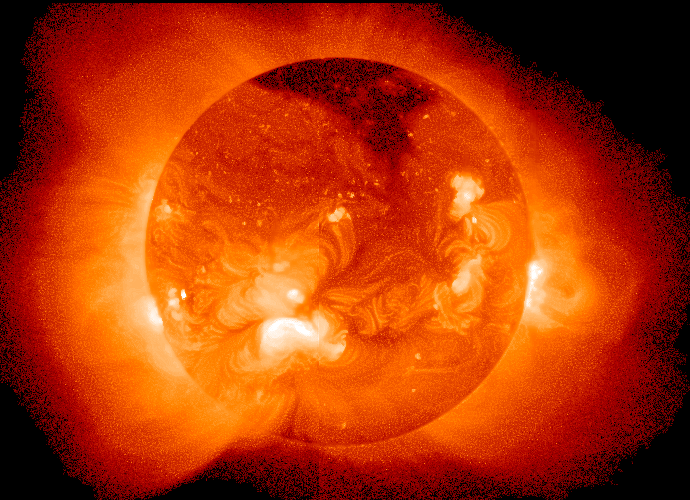
Le Soleil est un réacteur à fusion naturel qui transmute les éléments légers en éléments plus lourds grâce à la nucléosynthèse stellaire, une forme de fusion nucléaire.

La transmutation de la matière est la transformation d'une substance en une autre. En physique nucléaire, la transmutation (ou mue atomique) est la transformation d'un élément chimique en un autre par une modification de son noyau atomique. Elle est aussi appelée transmutation nucléaire.
Le terme est aussi utilisé en alchimie pour décrire l'hypothétique possibilité de transformer une substance en une autre, voire un Élément en un autre (l’eau, la terre, le feu et l’air).

## Physique nucléaire

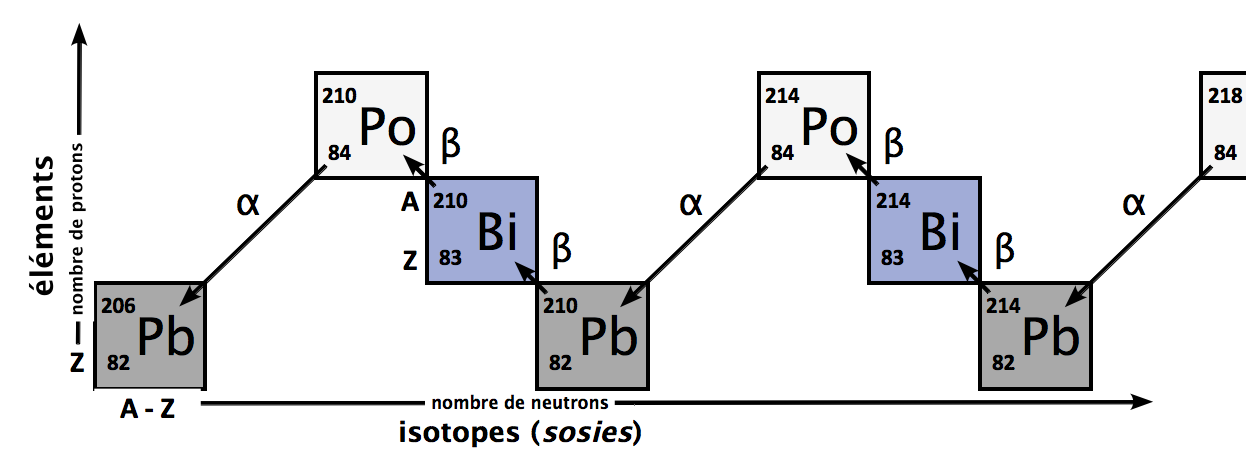
Une partie d'une chaîne de désintégration.

En physique nucléaire, la transmutation de l'isotope d'un élément en un autre peut, soit se produire naturellement au cours d'une chaîne de désintégration, ou bien être provoquée, par exemple dans un réacteur nucléaire et l'accélérateur de particules créé par John Cockcroft et Ernest Walton.

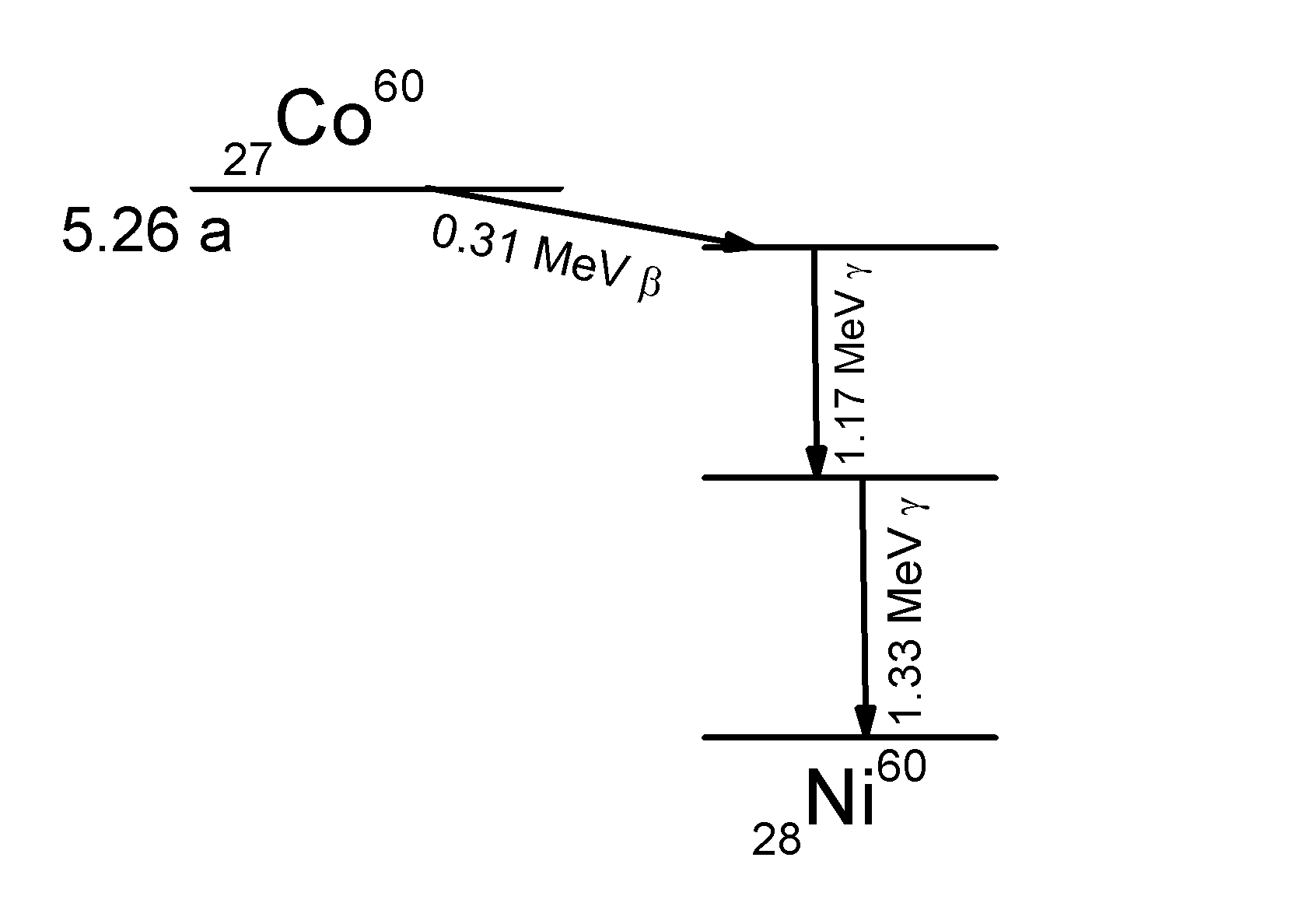
Représentation des étapes de la transmutation d’un isotope radioactif, le cobalt 60.

La transmutation naturelle de certains produits issus des réacteurs nucléaires est extrêmement lente : par exemple, le plutonium 239 se transforme très lentement en plomb à travers une chaîne de désintégration longue de plusieurs centaines de millions d'années. Autre exemple illustré par le schéma ci-contre : le cobalt 60 se désintègre en nickel 60 par une émission bêta, puis l’atome de nickel excité émet deux photons gamma.
En France, la loi Bataille du 30 décembre 1991 définit un axe de recherche, dont le pilotage a été confié au CEA, sur la transmutation des déchets à longue durée de vie issus des centrales nucléaires. On envisage d'utiliser la transmutation pour transformer des isotopes radioactifs à vie longue en isotopes à vie courte ou en isotopes stables en vue de réduire la radioactivité à long terme des déchets radioactifs.
Or selon le député Christian Bataille, « quand on envoie des neutrons sur une cible, il ne se produit jamais uniquement la réaction recherchée, et l'effet des réactions parasites peut parfois retirer tout l'intérêt de l'opération ». Selon les filières envisagées (réacteur sous-critique piloté par accélérateur, réacteur à neutrons rapides, etc.), le traitement des déchets par cette méthode peut s'avérer fortement consommateur d'énergie[évasif]. Il en résulte un très faible bilan énergétique de la production d'électricité associée à la transmutation des déchets.
De plus, la transmutation n'est susceptible de gérer qu'une partie des déchets (produits de fission à vie longue, actinides mineurs) et ne peut s'envisager pour les déchets dits de « moyenne activité et à vie longue » (MAVL) pour lesquels aucun mode de gestion n'existe actuellement.
En Europe, la transmutation fait partie des objectifs du projet de réacteur expérimental belge MYRRHA. C'était également le cas pour le projet de réacteur français ASTRID, abandonné en 2019.
Selon l'UARGA (Union d’Associations de Retraités et d’Anciens du Nucléaire), la thèse montrant qu'il est possible de transmuter certains radioéléments tels que l’américium dans des flux de neutrons rapides, fait malheureusement peu de cas des conditions nécessaires pour la mise en œuvre de ces procédés et de l’analyse des coûts/bénéfices qui en résultent.
D'autres solutions sont envisagées pour gérer les déchets radioactifs à vie longue, notamment le stockage en site géologique.

## Alchimie
En alchimie, la transmutation de la matière désignait l'hypothétique possibilité de transformer une substance en une autre, voire un élément en un autre (les éléments sont l’eau, la terre, le feu et l’air). Les conditions pour que la transmutation ait lieu relèvent du Grand œuvre. Finalement, l'alchimiste était supposé obtenir la pierre philosophale, qui aurait permis de transformer des métaux peu précieux en or ou d'obtenir l'élixir de longue vie.
Les manipulations de transmutations des alchimistes reposaient sur les connaissances empiriques accumulées sur les propriétés de la matière, au fil des millénaires, par les Mésopotamiens, les Égyptiens, les Grecs et les Chinois, pour l’essentiel. Les connaissances qu’ils ont acquises et les découvertes qu’ils ont faites ont servi de terreau à l’émergence de la chimie, souvent par réfutation. Un exemple de découverte est celle du phosphore par l’alchimiste hambourgeois Hennig Brandt, en 1669. Le plus bel exemple de réfutation est sans conteste celle du phlogistique qui amena Lavoisier à poser la conservation de la masse et à fonder la chimie sur un socle solide.
La première synthèse artificielle de l'or date de 1941 : elle consista à bombarder un à un des atomes de mercure avec des neutrons. Cependant, les isotopes d'or obtenus étaient tous radioactifs. Le coût de production étant bien plus élevé que le prix de l'or, cette méthode de production n'a aucun intérêt.
Corentin Louis Kervran s’est intéressé à des cas de transmutations biologiques.

## Dans la fiction, la mythologie et la culture
La transmutation de la matière est un procédé représenté ou utilisé dans les récits mythologiques ou fictionnels qui mettent parfois en scène non seulement le passage d'une matière à une autre mais également la transformation du corps humain en une substance donnée en conservant parfois les caractéristiques d'un corps vivant.
Son usage à travers l'alchimie est une source d'inspiration de nombreuses œuvres de fiction à succès.

### Personnages dotés d'un pouvoir de transmutation ou touchés par une transmutation

#### Mythologie grecque
- Midas

#### Récits bibliques
- Femme de Loth

#### Univers Marvel
- Chose

- Colossus
- Gargouille grise

#### Fullmetal Alchemist & Fullmetal Alchemist Brotherhood
- Edward Elric
- Alphonse Elric
- Scar